# SN 1954A
SN 1954A – supernowa typu Ib odkryta 19 kwietnia 1954 roku w galaktyce NGC 4214. Jej maksymalna jasność wynosiła 9,30m.